# Bannay (Cher)
Bannay – miejscowość i gmina we Francji, w Regionie Centralnym, w departamencie Cher.
Według danych na rok 1990 gminę zamieszkiwało 766 osób, a gęstość zaludnienia wynosiła 31 osób/km² (wśród 1842 gmin Regionu Centralnego Bannay plasuje się na 507. miejscu pod względem liczby ludności, natomiast pod względem powierzchni na miejscu 501.).